# Сельцо (Архангельська область)
Сельцо (рос. Сельцо) — присілок в Виноградовському районі Архангельської області Російської Федерації.
Населення становить 35 осіб. Органом місцевого самоврядування до 2021 року було Заостровське муніципальне утворення.

## Історія
Від 1937 року належить до Архангельської області.
Від 2004 року належить до муніципального утворення Заостровське муніципальне утворення.

## Населення
| 2002 | 2010 | 2012 |
| ---- | ---- | ---- |
| 65   | ↘32  | ↗35  |